# Бахшалиев, Рза Ибрагим оглы
Рза Ибрагим оглы Бахшалиев (азерб. Rza İbrahim oğlu Baxşəliyev; 22 марта 1899, Баку — 30 января 1992, Баку) — азербайджанский советский борец греко-римского и вольного стилей, Заслуженный деятель физкультуры и спорта Азербайджана, заслуженный мастер спорта СССР (1943), один из инициаторов и участников занятий спортивного клуба «Кустуруд». Рза Бахшалиев считается одним из основоположников спортивной борьбы в Азербайджанской Республике. Судья всесоюзной категории (1951).

## Биография
Бахшалиев 20 раз становился чемпионом Азербайджана по классической борьбе и 7 раз чемпионом по вольной борьбе.
Выпускник востоковедческого факультета Азербайджанского государственного университета и Института физкультуры. В дальнейшем был зав.кафедрой физкультуры АГУ. Одновременно, зная 7 языков, был бронзовым призерем первенства Баку по шашкам, часто участвовал в пер. Баку В 1924 году в клубе «Кустуруд» Бахшалиев создаёт группу французской борьбы. Помимо этого Рза Бахшалиев преподавал вольную борьбу в обществе Наука (впоследствии «Искра», «Буревестник»).
Воспитанниками школы Рзы Бахшалиева являются многократные чемпионы СССР Муса Бабаев и Ибрагимпаша Дадашов, многократный призёр чемпионата СССР и победитель Всемирной Универсиады студентов Мухтар Дадашов, а также Рашид Мамедбеков, завоевавший серебряную медаль на Олимпийских играх в Хельсинки в 1952 году.